# Indotipula cinctoterminalis
Indotipula cinctoterminalis är en tvåvingeart som först beskrevs av Enrico Adelelmo Brunetti 1912.  Indotipula cinctoterminalis ingår i släktet Indotipula och familjen storharkrankar. Inga underarter finns listade i Catalogue of Life.